# مواضع دولت‌ها در مورد جنگ عراق قبل از تهاجم به عراق در سال ۲۰۰۳
این مقاله مواضع دولت‌های جهانی را قبل از شروع حمله به عراق درسال ۲۰۰۳ تشریح می‌کند. مواضع فعلی آنها ممکن است از آن زمان تغییر کرده و متفاوت باشد.

کشورهای مشارکت‌کننده در تهاجم نظامی
کشور‌های حامی تهاجم نظامی
کشور‌های مخالف تهاجم نظامی
کشورهایی با دیدگاه رسمی نامشخص یا بی‌طرف
عراق

## زمینه

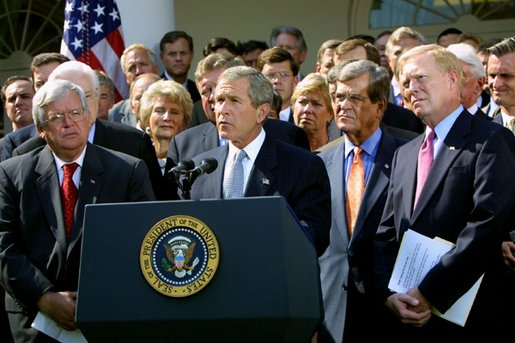
پرزیدنت جورج بوش، در محاصره رهبران مجلس نمایندگان و سنا، قطعنامه مشترکی را برای مجوز استفاده از نیروهای مسلح ایالات متحده علیه عراق در ۲ اکتبر ۲۰۰۲ اعلام کرد.

در سال۲۰۰۲،ایالات متحده مبارزات انتخاباتی برای سرنگونی رئیس‌جمهور عراق، صدام حسین را آغاز کرد. ایالات متحده، تحت دولت جورج دبلیو بوش، استدلال می‌کرد که صدام حسین تهدیدی برای صلح جهانی، ظالمی شرور و حامی تروریسم بین‌المللی است.
نظر در مورد جنگ بین ملت‌ها تقسیم شد. برخی ازکشورها احساس کردند که ایالات متحده نتوانسته‌است بدون تردید ثابت کند که حسین برنامه تسلیحاتی فعالی دارد. برخی دیگر جنگ را اقدامی امپریالیستی می‌دانستند و ادعا می‌کردند که ایالات متحده فقط نفت عراق را می‌خواهد.
ازسوی دیگر، کشورهای حامی این بحث را مطرح کردند که صدام حسین یکی از بدترین مستبدان قرن بیستم بود و کشورهای آزاد باید موظف شوند دیکتاتورهای وحشی را از قدرت کنار بزنند. دیگران احساس می‌کرد که روابط صدام باگروه‌های تروریستی به خوبی تثبیت شده‌است و برنامه‌های تسلیحاتی او بسیار واقعی است. اگرچه ایالات متحده هنوز مکان تسلیحات کشتار جمعی را پیدا نکرده‌است، آنها سوابق تراکنش‌های بانکی را از برخی از حساب‌های صدام پیدا کردند که به خانواده‌های بمب‌گذاران انتحاری مختلف در ازای شهادت پسرانشان ۲۵۰۰۰دلار پرداخت می‌کرد. حامیان همچنین استدلال می‌کنند که تسلیحات شیمیایی و بیولوژیکی که تصور می‌شد در کنترل صدام است، قبل از درگیری به سوریه ارسال شد و وجود آزمایشگاه‌های بیولوژیکی و شیمیایی در عراق نشان دهنده تمایل مداوم صدام به تولید سلاح‌های کشتار جمعی است. علاوه براین، حامیان به این نکته اشاره می‌کنند که اگرچه آمریکا در خاورمیانه منافع نفتی دارد، اما هسته‌های تروریستی اسلامی نیز که می‌خواهند کنترل نفت را در تلاش برای تحت فشار قرار دادن جهان غرب به دست آورند، دارند. بعلاوه، آنها استدلال می‌کنند که سازمان ملل حمله به عراق را به دلیل دخالت آنها در «رسوایی نفت در برابر غذا» (که در سال۱۹۹۵ تأسیس شد) رد کرد، که در آن مقامات سازمان ملل و عراق برای ادعای رشوه دادن به مقامات سازمان ملل، پول کم کردند. پیتر ون والسوم، رئیس سابق کمیته تحریم‌های عراق از سال۱۹۹۹ تا۲۰۰۰، در کتاب اخیر خود حدس زد که عراق عمداً شورای امنیت سازمان ملل را با اعطای قرارداد به فرانسه، روسیه و چین، اما نه بریتانیا یا ایالات متحده، تقسیم کرد. اتفاقاً این فرانسه و روسیه بودند که مخالفان حمله به عراق را رهبری می‌کردند. او همچنین مدعی شد که تحریم‌ها مؤثر نبوده و عدم همکاری عراق برای تشدید رنج مردم خود طراحی شده‌است. سایر اتهامات شامل کمک ۴۰۰٬۰۰۰دلاری شاکر الکافجی و یک تاجر عراقی-آمریکایی برای تهیه فیلمی از بازرس سابق سازمان ملل متحد اسکات ریتر بود که در آن جستجوهای تسلیحاتی بی‌اعتبار بود.
اسکات ریتر در مصاحبه ۱۹ اکتبر۲۰۰۵ خود با سیمور هرش اشاره می‌کند که سیاست ایالات متحده برای برکناری صدام حسین از قدرت با رئیس‌جمهور جورج اچ دبلیو بوش در اوت۱۹۹۰ آغاز شد. ریتر از اظهارات علنی رئیس‌جمهور جورج اچ دبلیو بوش و وزیر امور خارجه ایالات متحده جیمز بیکر نتیجه می‌گیرد که تحریم‌های اقتصادی تنها زمانی برداشته می‌شوند که صدام حسین از قدرت برکنار شود. توجیه تحریم‌ها خلع سلاح بود. سیا این عقیده را مطرح کرد که مهار صدام حسین به مدت شش ماه منجر به فروپاشی رژیم او خواهد شد. این سیاست منجر به حمله نظامی آمریکا و اشغال عراق شد.
آقای. هرش: یکی از چیزهایی که در مورد کتاب شما شگفت‌انگیز است این است که فقط در مورد دولت بوش نیست، و اگر شرورانی در این کتاب وجود داشته باشند، از جمله سندی برگر، مشاور امنیت ملی کلینتون، و مادلین آلبرایت هستند.
نکته دیگری که در مورد این کتاب نفس گیر است، حجم داستان‌های جدید و اطلاعات جدید است. اسکات به تفصیل و با منابع نامبرده، اساساً یک دوره دو یا سه ساله دولت آمریکا را که روند بازرسی را کاهش داده‌است، توصیف می‌کند. به نظر شما، در آن سال‌های ۹۱ تا ۹۸، به‌ویژه سه سال اخیر، آیا آمریکا علاقه‌ای به خلع سلاح عراق داشت؟
آقای. ریتر: خب، واقعیت این است که ایالات متحده هرگز علاقه ای به خلع سلاح عراق نداشت. تمام قطعنامه شورای امنیت که بازرسی‌های تسلیحاتی سازمان ملل را ایجاد کرد و از عراق خواست تا خلع سلاح شود، تنها بر یک چیز و یک چیز متمرکز بود و آن وسیله ای برای حفظ تحریم‌های اقتصادی است که در اوت ۱۹۹۰ در ارتباط با آزادسازی کویت اعمال شد. . ما کویت را آزاد کردیم، من در آن درگیری شرکت کردم. و می‌توان فکر کرد، بنابراین، تحریم‌ها باید برداشته شوند.
ایالات متحده باید وسیله ای برای مهار صدام بیابد، زیرا سیا گفت تنها کاری که باید انجام دهیم این است که شش ماه صبر کنیم و صدام به میل خود سقوط خواهد کرد. آن وسیله تحریم است. آنها نیاز به توجیه داشتند. توجیه خلع سلاح بود. آنها پیش نویس فصل هفتم قطعنامه شورای امنیت سازمان ملل را تهیه کردند که خواستار خلع سلاح عراق شد و در بند ۱۴ گفت که اگر عراق به آن عمل کند، تحریم‌ها برداشته خواهد شد. در عرض چند ماه پس از تصویب این قطعنامه - و ایالات متحده پیش نویس این قطعنامه را تهیه کرد و به آن رای مثبت داد - در عرض چند ماه، رئیس‌جمهور جورج هربرت واکر بوش و وزیر امور خارجه وی، جیمز بیکر، علناً و نه خصوصی، علناً می‌گویند که حتی اگر عراق به تعهدات خود مبنی بر خلع سلاح عمل کند، تحریم‌های اقتصادی تا زمانی که صدام حسین از قدرت برکنار شود، حفظ خواهد شد.

این دلیل مثبتی است بر این که خلع سلاح تنها تا جایی مفید بوده که از طریق حفظ تحریم‌ها و تسهیل در تغییر رژیم باشد. این هرگز در مورد خلع سلاح نبود، هرگز در مورد خلاص شدن از سلاح‌های کشتار جمعی نبود. این سیاست با جورج هربرت واکر بوش آغاز شد و این سیاستی بود که در طول هشت سال ریاست جمهوری کلینتون ادامه یافت و سپس ما را به این روند فاجعه بار فعلی در دولت فعلی بوش رساند.

## سطوح مختلف پشتیبانی
تجزیه و تحلیل شمارش پیچیدگی‌های دیپلماسی جهانی را آشکار می‌کند. برخی از دولت‌های ملی به‌طور علنی طرح تهاجم را محکوم کردند و درعین حال کمکهای ایالات متحده را که برای جنگ اختصاص داده شده بود، یا بنیروهای تلاش جنگی، ایستگاه‌های سوخت رسانی، پشتیبانی نظامی و/یا فضای هوایی در اختیار آنها قرار دادند. برخی از دولت‌های ملی فقط ظاهری از حمایت ارائه کردند.
برخی از کشورهایی که ابتدا در فهرست کاخ سفید قرار داشتند، عضویت در «ائتلاف» را رد کردند. علاوه بر این، مخالفت قابل توجهی با جنگ در بخش‌هایی از مردم و پارلمان‌های بسیاری از کشورهای حامی وجود دارد. دولت بوش، علاوه بر این پیچیدگی‌ها، ادعا کرد که از حمایت ۱۵کشوری برخوردار است که می‌خواستند ناشناس باقی بمانند. برخی به این بلوک لقب «ائتلاف سایه» یا به طرز طعنه آمیزی «ائتلاف ناخواسته‌ها» داده‌اند.
ماهیت پشتیبانی می‌تواند بسیار متفاوت باشد، از نیروهای مسلح گرفته تا استفاده از حریم هوایی و پایگاه‌ها، پشتیبانی لجستیکی، حمایت سیاسی، مشارکت درتلاش‌های بازسازی، که بنظر می‌رسد به نظر برخی دشوار است که اکثر کشورها را از فهرست رسمی حذف کنند، به جز عراق. دلایل واضح (اگرچه برخی ممکن است ادعا کنند که برخی از تحرکات در داخل عراق احتمالاً به بازسازی کشورشان نیز کمک خواهد کرد).

### اسرائیل
اسرائیل رسما از جنگ عراق حمایت نکرد و در آن شرکت نکرد. به گفته لارنس ویلکرسون، کارشناس سابق وزارت امور خارجه، و رابرت بائر، کارشناس سابق سیا، مقامات اسرائیلی به دولت بوش درمورد حمله بعراق هشدار دادند و گفتند که این امر منطقه را بی‌ثبات می‌کند و رژیم بسیار خطرناک‌تر ایران را قدرتمند می‌کند. با این حال در روزنامه واشینگتن پست گزارش شده‌است که «اسرائیل از مقامات ایالات متحده می‌خواهد که حمله نظامی به صدام حسین عراق را بتاخیر نیندازند». همچنین در سال۲۰۰۲ گزارش شد که اطلاعات اسرائیل گزارش‌های نگران‌کننده‌ای در مورد برنامه ادعایی عراق برای توسعه سلاح‌های کشتار جمعی در اختیار واشینگتن قرار داده‌است.
بگفته داگلاس فیث معاون سابق وزیر دفاع آمریکا، مقامات اسرائیلی همتایان آمریکایی خود را برای آغاز جنگ درعراق تحت فشار قرار ندادند. فیث درمصاحبه ای با وای نت اظهار داشت که "آنچه از اسرائیلی‌ها شنیدید هیچ نوع حمایت از جنگ باعراق نبود" و "آنچه از مقامات اسرائیلی درگفتگوهای خصوصی شنیدید این بود که آنها واقعاً برروی عراق متمرکز نبودند". آنها خیلی بیشتر روی ایران متمرکز بودند."
به دستور واشینگتن، اسراییل از جنگ حمایت صریح نکرد، زیرا دولت ایالات متحده نگران بود که حمایت یا مشارکت اسرائیل در جنگ به طور بالقوه جهان عرب را از خود دور کند. در ژانویه۲۰۰۷، فوروارد گزارش داد که مدتی قبل از مارس۲۰۰۳،آریل شارون، نخست‌وزیر اسرائیل به بوش گفته بود که اسرائیل «به هیچ وجه به نفع یا علیه جنگ عراق فشار نخواهد آورد». شارون گفت که معتقد است عراق یک تهدید واقعی برای خاورمیانه است و صدام دارای سلاح‌های کشتار جمعی است، اما صریحاً به بوش هشدار داد که اگر ایالات متحده وارد جنگ با عراق شد، باید مطمئن شود که یک استراتژی خروج عملی را تدوین می‌کند. یک استراتژی ضدشورش تهیه کنید و نباید تلاشی برای تحمیل دموکراسی در خاورمیانه داشته باشد. یکی از منابعی که این اطلاعات را ارائه کرد دانیل آیالون سفیر اسرائیل در آمریکا بود.
اسرائیل همچنین با به اشتراک گذاشتن تخصص خود در مورد روش‌های ضد شورش، مانند استفاده از هواپیماهای بدون سرنشین و عملیات ایست بازرسی، به ارتش آمریکا کمک کرده‌است. درسال ۲۰۰۳، مجله خبری اسرائیل، هاآرتص، در داستان منتشر شده خود «بار مرد سفیدپوست» گزارش داد که اعتقاد به جنگ علیه عراق توسط «گروه کوچکی متشکل از ۲۵ یا ۳۰ نو محافظه‌کار که تقریباً همه آنها یهودی بودند» منتشر شد.

## کشورهای حامی موضع آمریکا
اندکی قبل از شروع جنگ عراق، دولت ایالات متحده اعلام کرد که ۴۹کشور در یک «ائتلاف مایل» به نفع برکناری اجباری صدام حسین از قدرت در عراق ملحق شدند و تعدادی دیگر از کشورها حمایت خود را در خصوصی اعلام کردند. از میان ۴۹کشور، کشورهای زیر با ارائه نیروها یا حمایت سیاسی قابل توجهی نقش فعال یا مشارکتی داشتند: استرالیا، بلغارستان، جمهوری چک، دانمارک، مجارستان، ایتالیا، ژاپن، لتونی، لیتوانی، هلند، فیلیپین، لهستان، پرتغال، رومانی، اسلواکی، اسپانیا، ترکیه، اوکراین، بریتانیا و (ایالات متحده).
پنج مورد از این کشورها نیروهای رزمی را که مستقیماً در تهاجم به عراق شرکت داشتند، تأمین کردند: ایالات متحده، دانمارک، بریتانیا، استرالیا و لهستان. کشورهای دیگر حمایت لجستیکی و اطلاعاتی، تیم‌های واکنش شیمیایی و بیولوژیکی، حقوق پرواز، کمک‌های بشردوستانه و بازسازی و حمایت سیاسی ارائه کرده‌اند.

### اروپا
در اواخر ژانویه۲۰۰۳، بیانیه ای در روزنامه‌های مختلف منتشر شد و به امضای رهبران بریتانیا رسید، مبنی براینکه صدام نباید اجازه داشته باشد که قطعنامه‌های سازمان ملل را نقض کند.
بعداً کشورهای اروپای شرقی "ده ویلنیوس"،استونی، لتونی، لیتوانی، اسلوونی، اسلواکی، بلغارستان، رومانی، کرواسیکه اکنون همگی اعضای اتحادیه اروپا هستند، آلبانی و جمهوری مقدونیه بیانیه دیگری دربارهٔ عراق به‌طور کلی صادر کردند. حمایت از مواضع آمریکا اما عدم اظهار نظر در مورد احتمال وقوع جنگ بدون حمایت شورای امنیت سازمان ملل. با این حال، از آنجایی که دونالد رامسفلد اعلام کرد که اسلوونی و کرواسی اعضای ائتلاف تحت رهبری ایالات متحده هستند، دولت اسلوونی این بیانیه را رد کرد و نخست‌وزیر آنتون روپ بار دیگر تأکید کرد که اسلوونی تصمیم به جنگ را مشروط به موافقت شورای امنیت سازمان ملل متحد کرده‌است. حمله؛ استیپان مسیچ، رئیس‌جمهور کرواسی، جنگ را غیرقانونی خواند. ژاک شیراک، رئیس‌جمهور فرانسه دربارهٔ بیانیه ده کشور اروپای شرقی اظهار داشت: «این رفتار درستی نیست. آنها فرصت خوبی را برای سکوت از دست دادند." برخی معتقد بودند که انتقاد ژاک شیراک می‌تواند به این معنا باشد که متقاضیان اتحادیه اروپا از اروپای مرکزی و شرقی، که هنوز اعضای رسمی اتحادیه اروپا نبودند، نباید به دلیل بیانیه اجازه عضویت در اتحادیه اروپا را داشته باشند. پس از انتقاد رسانه‌ها، اظهارات شیراک پس گرفته شد. یون ایلیسکو، رئیس جمهور رومانی، اظهارات شیراک را غیرمنطقی خواند و گفت: "این گونه سرزنش‌ها کاملاً غیرقابل توجیه، نابخردانه و غیر دموکراتیک هستند". لیوبومیر ایوانوف معاون وزیر امور خارجه بلغارستان به خبرنگاران گفت: «این اولین بار نیست که به این شکل بر ما فشار وارد می‌شود، اما به نظر من این راه مؤثری برای رسیدن به وحدت و اجماع در شورای امنیت نیست».
در هلند اولین کابینه بالکنده از ایالات متحده حمایت کرد. پس از سقوط آن دولت در اکتبر۲۰۰۲،انتخابات جدیدی در ژانویه برگزار شد که توسط کابینه دوم بالکننده که تصمیم به ادامه سیاست پیشینیان خود انتخاب کرد، پیروز شد. سربازان هلندی به عراق اعزام شدند و تا مارس۲۰۰۵ باقی ماندند. دو سرباز هلندی در عراق جان باختند.
وزارت امور خارجه صربستان و مونته‌نگرو ابراز تأسف کرد که حل و فصل بحران عراق در سازمان ملل امکان‌پذیر نیست ورژیم عراق را متهم کرد که «شهروندان خود را قربانی سیاست غیرمسئولانه کرده‌است». صربستان و مونته‌نگرو تصمیم گرفتند که درحمله بعراق شرکت نکنند.

#### انگلستان
در طول مناقشه، دولت بریتانیا همچنان قوی‌ترین حامی طرح ایالات متحده برای حمله به عراق بود، هرچند که در ابتدا به دنبال مأموریت سازمان ملل بود. نخست‌وزیر تونی بلر بارها حمایت خود را از ایالات متحده در این زمینه ابراز می‌کرد، در حالی که اعضای پارلمان (نمایندگان پارلمان) اختلاف نظر داشتند. بلر شورش قابل توجهی را از سوی بسیاری از نمایندگان حزب کارگر تجربه کرد و در یک مناظره در مجلس عوام، با حمایت اکثر نمایندگان محافظه‌کار و اتحادیه‌گرایان اولستر به اکثریت پارلمانی دست یافت. اگرچه محافظه‌کاران از موضع دولت به‌عنوان یک کل حمایت می‌کردند، اقلیت قابل توجهی از نمایندگان آنها علیه خط حزب شورش کردند، از جمله چهره‌هایی مانند کنت کلارک. لیبرال دموکرات‌ها باجنگ مخالفت کردند و نمایندگان آنها به وضوح درمورد این موضوع اتفاق نظر داشتند. یکی از وزرای سابق کابینه حمله شخصی تند به نخست‌وزیر کرد و رفتار او را «بی پروا» خواند. رابین کوک نماینده مجلس و چند وزیر دیگر دولت به دلیل این موضوع از سمت خود کناره‌گیری کردند. کلر شورت تهدید کرد که از کابینه استعفا می‌دهد، اما پس از آن دو ماه درکابینه باقی ماند و سرانجام در ۱۲می۲۰۰۳ استعفا داد. کوک، وزیر امور خارجه سابق و در آن زمان رهبر مجلس عوام،سخنرانی استعفای خود را ایراد کرد که باتشویق شدید مواجه شد. کوک اشاره کرد که درحالی که با بیشتر سیاست‌های بلر موافق است، نمی‌تواند از جنگ حمایت کند.

قبل از تهاجم، لرد گلداسمیت، دادستان کل وقت بریتانیا، توصیه کرد که جنگ به شش دلیل، از فقدان قطعنامه دوم سازمان ملل تا جستجوی مداوم هانس بلیکس، بازرس سازمان ملل متحد برای یافتن سلاح، قوانین بین‌المللی را نقض می‌کند. ده روز بعد در ۷ مارس۲۰۰۳، زمانی که نیروهای بریتانیا در حال تجمع در کویت بودند، لرد گلداسمیت نظر خود را تغییر داد و گفت:
من بر این عقیده باقی می‌مانم که مطمئن‌ترین راه قانونی، تضمین تصویب قطعنامه‌ای بیشتر برای مجاز کردن استفاده از زور است. با این وجود، با توجه به اطلاعاتی که در مورد تاریخچه مذاکرات به من داده شده‌است و استدلال‌های دولت ایالات متحده که در واشینگتن شنیدم، می‌پذیرم که می‌توان دلیل معقولی را مطرح کرد که قطعنامه۱۴۴۱ اصولاً قادر به احیای مجوز است.
او در پایان تحلیل اصلاح شده خود گفت که «تغییر رژیم نمی‌تواند هدف اقدام نظامی باشد»
بریتانیا ۴۵۰۰۰پرسنل از ارتش بریتانیا، نیروی دریایی سلطنتی و نیروی هوایی سلطنتی از جمله ناو هواپیمابر به منطقه خلیج فارس اعزام کرده‌است. جزء زمینی شامل ۱۰۰تانک چلنجر بود. تیپ ۷زرهی لشکر اول زرهی و تیپ ۴زرهی در جنگ شرکت کردند.
قبل از جنگ، نظرسنجی‌های عمومی نشان می‌داد که اکثریت مردم بریتانیا از جنگ با دستور سازمان ملل متحد برای جنگ حمایت می‌کردند، اما بشدت مخالف جنگ بدون قطعنامه دیگری علاوه بر قطعنامه۱۴۴۱ بودند که نشان می‌داد صدام حسین در صورت عدم رعایت قطعنامه با جدیت مواجه خواهد شد.

#### لهستان
در مارس ۲۰۰۳، دولت لهستان اعلام کرد که در حمله به عراق به رهبری ایالات متحده شرکت خواهد کرد و حدود ۲۰۰پرسنل اعزام کرد. لهستان همچنین ۵۴ سرباز را در یک واحد کماندویی نخبه جی روم، یک کشتی پشتیبانی لجستیک، با یک واحد کماندوی نیروی دریایی جی‌دبلیو فورموزا، و ۷۴نیروی ضد شیمیایی اعزام کرد. نظرسنجی‌ها نشان داد که مانند سایر کشورهای اروپای مرکزی و شرقی، جمعیت عموماً مخالف جنگ بودند، اگرچه به شدت در اسپانیا، ایتالیا یا بریتانیا نبود.

### آسیا

#### کویت
شاید تنها متحد اصلی منطقه ای که از اقدام ایالات متحده حمایت کرد، کویت بود که خصومت آن باعراق صدام ناشی از حوادث مربوط به جنگ اول خلیج فارس بود. بنظر می‌رسد که مردم در سال۲۰۰۳ صدام را به اندازه گذشته تهدید می‌کردند و به‌ویژه بتلاش برای بازگرداندن بسیاری از شهروندان کویتی که در طول جنگ خلیج فارس ناپدید شده بودند و احتمالاً تا قبل ازآن درزندان‌های عراق به سر می‌بردند به سقوط صدام از قدرت علاقه‌مند بودند.

#### ژاپن
در ۱۷ مارس۲۰۰۳،نخست‌وزیر ژاپن جونیچیرو کویزومی گفت که از ایالات متحده، بریتانیا و اسپانیا برای پایان دادن به تلاش‌های دیپلماتیک علیه عراق حمایت می‌کند. وی همچنین اشاره کرد که هیچ قطعنامه دیگری برای حمله به عراق لازم نیست.
در ۲۶ مارس۲۰۰۳،سفیر ژاپن در سازمان ملل برای اولین بار در شورای امنیت اعلام کرد که ژاپن از اقدامات ایالات متحده و کشورهای متحد آن حمایت می‌کند. وی گفت که دیکتاتوری عراق دارای سلاح‌های کشتار جمعی بوده و در ۱۲سال گذشته به‌طور مداوم قطعنامه‌های سازمان ملل را نقض کرده‌است.
ژاپن ۵۵۰۰سرباز تحت گروه بازسازی و پشتیبانی بعراق فرستاد.
در داخل، نخست‌وزیر دراین تصمیم با مخالفت شدید مخالفان و بخش‌هایی از دولت ائتلافی خود مواجه شد. بیشتر ژاپنی‌ها براین باورند که انگیزه آن صرفاً بهبود روابط ژاپن با دولت ایالات متحده بود که از آغاز دولت بوش درحال بهبود بود.
علاوه بر این، ماده ۹قانون اساسی ژاپن (که پس از پایان جنگ جهانی دوم اجرا شد) هرگونه دخالت نظامی ژاپن در خارج از کشور را ممنوع می‌کند؛ بنابراین، ژاپن خود در تهاجم شرکت نکرد، اما از نیروی دریایی ایالات متحده پشتیبانی لجستیکی کرد، که دولت آن را عملیاتی غیرجنگی تلقی کرد، موضعی که بسیاری از ژاپنی‌ها باآن مخالفند.

#### سایر کشورهای آسیایی
سنگاپور (که اندکی پس از دستیابی به توافقنامه تجارت آزاد با ایالات متحده آمریکا)، فیلیپین و کره جنوبی همگی متعهد شدند از جنگ حمایت کنند، و همچنین تعدادی از کشورهای جزیره ای کوچکتر در اقیانوس آرام.
جزایر مارشال، ایالات فدرال میکرونزی، و پالائو (سرزمین‌های مورد اعتماد سابق آمریکا با جمعیتی حدود ۱۸۶۰۰۰نفر) از نظر قانونی دارای حاکمیت هستند و کشورهای عضو کامل سازمان ملل هستند. با این حال، دولت‌های آن‌ها تا حد زیادی به کنگره ایالات متحده برای تأمین مالی خود از طریق قراردادهای انجمن آزاد وابسته هستند. برخی از منتقدان جنگ تأکید می‌کنند که اگر این کشورها مواضع ضد جنگی اتخاذ کنند، به دلیل اتکا به ایالات متحده، از نظر سیاسی و اقتصادی به شدت آسیب خواهند دید.

### استرالیا
دولت هاوارد در استرالیا حامی قوی و عمدتاً غیر انتقادی سیاست ایالات متحده بود. استرالیا کمی بیش از ۲۰۰۰پرسنل نظامی از جمله یک اسکادران از جنگنده‌های مک‌دانل داگلاس اف/ای-۱۸ هورنت و ۱۵۰ سرباز هواپیمایی اسکاندیناوی را متعهد کرده‌است (برای جزئیات بیشتر مراجعه کنید). در ابتدا، عموم مردم استرالیا به وضوح و پیوسته مخالف پیوستن دولتشان به جنگ بدون حمایت صریح سازمان ملل بودند (حدود ۶۰ تا ۷۰درصد از شرکت کنندگان در نظرسنجی)، اما زمانی که جنگ شروع شد، افکار عمومی تا حدودی تحت تأثیر قرار گرفت: یک نظرسنجی معتبر در زمان جنگ با حمایت ۵۷درصدی روبرو شدو ۳۶ درصد مخالف. یک نظرسنجی در مارس ۲۰۰۶، به نمایندگی از مشاور سیاسی مرتبط با کارگر، نشان داد که ۶۵٪ از پاسخ دهندگان معتقد بودند استرالیا باید بلافاصله یا حداکثر تا ماه مه همان سال عراق را ترک کند. حزب کارگر در کل مخالف جنگ بود. تظاهرات بزرگ ضد جنگ از سیدنی، ملبورن، کانبرا، بریزبن، و هوبارت و همچنین شهرهای دیگر استرالیا گزارش شد.

## مخالفت با مواضع آمریکا
برخی از کشورهایی که در طول جنگ خلیج فارس متحد ایالات متحده بودند یا با جنگ دوم عراق مخالف بودند یا تمایلی به کمک به آن نداشتند. قبل از جنگ، چندین کشور از ایالات متحده خواستند تا منتظر بماند تا بازرسان تسلیحات تحقیقات خود را تکمیل کنند. با این حال، ایالات متحده و متحدانش معتقد بودند که صبر معقولی به صدام داده شده‌است و واضح است که او مایل به همکاری با بازرسان نیست، زیرا هر زمان که موضوع سلاح‌های کشتار جمعی مطرح می‌شد، دور بوته می‌کوبید. این، اگر نه این واقعیت که بازرسان قبلاً تنها در سال ۱۹۹۸ از عراق بیرون رانده شده بودند، به گفته حامیان جنگ، نقض کافی دستورها سازمان ملل برای توجیه اقدامات شدیدتر بود. اسکات ریتر، بازرس ارشد تسلیحات سازمان ملل متحد در آن زمان، می‌گوید که این بازرسان توسط صدام حسین اخراج نشدند، بلکه توسط بیل کلینتون خارج شدند:
تصور عمومی این است که عراقی‌ها در حال مقابله بودند و مانع کار بازرسان می‌شدند. در ۹۸ درصد بازرسی‌ها، عراقی‌ها هر کاری که از آنها خواسته بودیم انجام دادند، زیرا با خلع سلاح سروکار داشت. با این حال، زمانی که ما وارد مسائل حساسی شدیم، مانند نزدیک شدن به تأسیسات امنیتی ریاست جمهوری، عراقی‌ها پرچمی را برافراشتند و گفتند: «تایم اوت شد. ما یک سازمان سیا داریم که می‌خواهد رئیس‌جمهور ما را بکشد و ما از دادن آن خیلی راضی نیستیم. شما به حساس‌ترین تأسیسات و حساس‌ترین شخصیت‌ها در عراق دسترسی دارید.» بنابراین ما این روش‌ها را داشتیم، جایی که توافق کردیم که اگر به سایتی رسیدیم و عراقی‌ها آن را «حساس» نامیدند، با چهار نفر وارد شویم.
در سال ۱۹۹۸ تیم بازرسی به یک سایت رفت. مقر حزب بعث بود، مانند رفتن به مقر حزب جمهوری‌خواه یا مقر حزب دموکرات. عراقی‌ها گفتند: «شما نمی‌توانید وارد شوید، می‌توانید وارد شوید. بیا داخل.» بازرسان گفتند: «روش‌ها دیگر اعمال نمی‌شود.» عراقی‌ها گفتند: «اگر شما با روش‌ها موافق نباشید، ما نمی‌توانیم از اجازه ورود شما حمایت کنیم» و عراقی‌ها اجازه انجام بازرسی‌ها را نمی‌دهند.

بیل کلینتون گفت: «این ثابت می‌کند که عراقی‌ها همکاری نمی‌کنند» و به بازرسان دستور خروج داد. اما می‌دانید که دولت ایالات متحده به بازرسان دستور داد تا بدون مشورت با شورای امنیت، از مدالیته خارج شوند. عراقی‌ها را غافلگیر کرد. عراقی‌ها می‌گفتند: «ما طبق قوانین بازی می‌کنیم، چرا شما اینطور نیستید؟ اگر قرار نیست طبق قوانین بازی کنید، پس این یک بازی است که ما نمی‌خواهیم در آن شرکت کنیم.» بیل کلینتون دستور خروج بازرسان را صادر کرد. صدام آنها را بیرون نکرد.
بسیاری استدلال کردند که از آنجایی که عراق هیچ ارتباطی با حملات ۱۱ سپتامبر۲۰۰۱ نداشت، جنگ علیه عراق به عنوان بخشی از جنگ گسترده‌تر علیه تروریسم غیرقانونی است. برخی دیگر که مخالف اقدام نظامی ایالات متحده بودند، استدلال کردند که ممکن است اسناد ناکافی و حتی جعلی، مانند قرارداد اورانیوم نیجر، برای نشان دادن عراق بعنوان «یک تهدید فوری» تولید شده باشد. بر این اساس، هرگونه اغراق در این زمینه مغایر با حقوق بین‌الملل خواهد بود. آنها همچنین مدعی شدند که موضوع سلاح‌های کشتار جمعی (اگر واقعاً تا سال۲۰۰۳ درعراق باقی مانده بود) می‌توانست از طریق بازرسی‌های مستمر و دیپلماسی حل شود و تأکید کردند که موضوع تسلیحات صرفاً تلاشی برای پنهان کردن تمایلات آمریکا برای تصرف نفت چاه‌ها است. حضور نظامی در خاورمیانه را بیشتر می‌کند و دیگر کشورهای اوپک را برای تسلیم بترساند. این موضع بعداً توسط پل هنری اونیل وزیر خزانه داری سابق بوش حمایت شد و اظهار داشت که دولت از زمان روی کار آمدن بوش بدنبال دلیلی برای حمله بعراق بوده‌است. اردوگاه بوش این اتهامات را بعنوان مضحک رد می‌کند، اگرچه آنها اعتراف کرده‌اند که اسناد اورانیوم نیجر توسط منبعی مشکوک به آنها داده شده‌است و این صرفاً اشتباهی از جانب آنها بوده‌است که فرض می‌کنند این اسناد حقیقت را بیان می‌کند.

### اروپا
در ۲۹ ژانویه۲۰۰۳،پارلمان اروپا قطعنامه ای غیر الزام‌آور را در مخالفت با اقدام نظامی یکجانبه ایالات متحده علیه عراق به تصویب رساند. بر اساس این قطعنامه، «حمله پیشگیرانه مطابق با قوانین بین‌المللی و منشور سازمان ملل نیست و منجر به بحران عمیق‌تری می‌شود که سایر کشورهای منطقه را درگیر می‌کند».
فرانسه، آلمان و روسیه از همان ابتدا علناً مخالف جنگ تحت رهبری ایالات متحده بودند. از آنجایی که ایالات متحده موضع نظامی تری اتخاذ کرد، دولت‌های این سه کشور به طور فزاینده ای در مخالفت با تهاجم صریح تر شدند. در پایان، فرانسه تصریح کرد که از وتوی خود در شورای امنیت سازمان ملل علیه قطعنامه پیشنهادی برای جنگ در عراق در آن مقطع استفاده خواهد کرد.
در ۱۷ مارس۲۰۰۳، ایالات متحده و بریتانیا اعلام کردند که قطعنامه ای را به شورای امنیت ارائه نخواهند کرد و اعتراف کردند که آرای کافی برای وادار کردن فرانسه یا روسیه به استفاده از حق وتو را ندارند. در واقع، تنها بلغارستان و اسپانیا (علاوه بر ایالات متحده و بریتانیا) صراحتاً اعلام کردند که می‌خواهند به قطعنامه ایالات متحده/انگلیس رأی دهند، در حالی که چند کشور دیگر، مانند شیلی و گینه، تنها گفته بودند که از آن حمایت خواهند کرد.
بلژیک، سوئیس، سوئد، نروژ، یونان، اتریش و لیختن اشتاین نیز جنگ را محکوم کردند. جمهوری چک، کرواسی و اسلوونی قبلاً در بالا ذکر شد.

#### فرانسه
اگرچه بوش و بلر خوشبین بودند که ۹رای از ۱۵رای تأیید لازم برای تصویب قطعنامه سازمان ملل متحد به دست خواهد آمد، تهدید تهدید شده وتوی فرانسه بلافاصله این قطعنامه را لغو می‌کرد، همان‌طور که هر یک از بریتانیا، ایالات متحده، روسیه، چین و فرانسه دارای قدرت یکجانبه (و دارند) برای وتوی هرگونه قطعنامه، حتی اگر رای موافق۱۱–۱ باشد. روسیه و چین ابراز داشتند که اگر ابتدا از چند کانال دیپلماتیک بیشتر استفاده می‌شد، احتمالاً از قطعنامه سازمان ملل حمایت می‌کردند، اما بوش و بلر پس از اعلام مخالفت فرانسه با قطعنامه، تلاش برای متقاعد کردن این دو کشور را متوقف کردند. دربحبوحه خشم دولت ایالات متحده از آنچه که ادعا می‌کرد فرانسه از حق وتوی خود بی پروا استفاده می‌کند، دولت فرانسه به نمونه‌های متعددی از مواقعی اشاره کرد که ایالات متحده چنین قطعنامه‌هایی را وتو کرده بود که درغیراین صورت دارای اختلاف۱۱–۱ بودند.

#### آلمان
گرهارد شرودر، صدراعظم آلمان، مخالفت خود با تهاجم را به موضوعی در مبارزات انتخاباتی خود تبدیل کرد. برخی از تحلیلگران پیروزی شرودر در ۲۲ سپتامبر را به دلیل ایجاد احساسات ضد جنگ در میان مردم آلمان می‌دانند.منتقدان او و طرفداران جنگ عراق معتقد بودند که او از جنجال جنگ و توسل به احساسات ضدآمریکایی که در بین مردم آلمان احساس می‌شود تنها با هدف کسب محبوبیت و پیروزی استفاده می‌کند. این تصور دولت آمریکا را بشدت آزرده کرد و به تیرگی روابط بین دو کشور منجر شد. با این حال، شرودر با کالین پاول ملاقات کرد و پس از سرنگونی رژیم عراق، روابط نزدیکی برقرار شد.درحال حاضر دولت‌های دو ملت توافق کرده‌اند که مسئله عراق را پشت سر بگذارند و به جلو بروند.

#### یونان
اعلامیه نخست‌وزیر یونان کوستاس سیمیتیس در ۲۱ مارس۲۰۰۳ منعکس کننده موضع رسمی یونان در مورد تهاجم بود، زیرا او اعلام می‌کند: «یونان در جنگ شرکت نمی‌کند و در آن گرفتار نخواهد شد.» علاوه بر این، جورج پاپاندرئو، وزیر امور خارجه یونان، مخالفت یونان را با حضور ایالات متحده در عراق به تنهایی ابراز کرد. بسیاری از احزاب سیاسی دیگر، مانند حزب کمونیست(KKE) و حزب چپ یونان، که جنگ را دلیلی بر آرزوهای امپریالیستی ایالات متحده در خاورمیانه می‌دانستند، تهاجم را محکوم کردند. یونان علیرغم مخالفت با جنگ، با سیاست ایالات متحده مبنی بر خلع سلاح عراق و از بین بردن هرگونه سلاح کشتار جمعی که ظاهراً عراق در اختیار داشت، موافقت کرد. با این حال یونان با استراتژی جنگ پیشگیرانه بوش به عنوان ابزاری برای مبارزه با تروریسم موافق نبود. درمقابل، طرفدار حل و فصل مناقشه بر سر عراق با ابزارهای دیپلماتیک و نه با زور بود.

#### ترکیه
ترکیه در ابتدا محفوظات خود را نشان داد، زیرا می‌ترسید که خلاء قدرت پس از شکست صدام ممکن است منجر به ایجاد یک کشور کردی شوددر ۱ مارس۲۰۰۳، پارلمان ترکیه در تصویب طرح دولت برای اجازه استقرار ۶۲۰۰۰آمریکایی در ترکیه به مدت شش ماه شکست خورد. نیروها، ۲۵۵هواپیمای جت و ۶۵هلیکوپتر.
در دسامبر۲۰۰۲، ترکیه حدود ۱۵۰۰۰سرباز را به مرز خود با عراق منتقل کرد. ستاد کل ارتش ترکیه اعلام کرد که این اقدام با توجه به تحولات اخیر صورت گرفته و نشان نمی‌دهد که حمله ای قریب‌الوقوع است. در ژانویه۲۰۰۳، یاشار یاکیس، وزیر امور خارجه ترکیه، گفت که در حال بررسی اسناد مربوط به زمان امپراتوری عثمانی است تا مشخص کند آیا ترکیه ادعایی بر میدان‌ها نفتی اطراف شهرهای شمال عراق موصل و کرکوک دارد یا خیر.
در اواخر ژانویه۲۰۰۳، ترکیه حداقل پنج کشور دیگر منطقه را به یک نشست «آخرین فرصت» دعوت کرد تا از جنگ به رهبری ایالات متحده علیه عراق جلوگیری کند. این گروه از عراق همسایه خواست به همکاری با بازرسی‌های سازمان ملل ادامه دهد و علناً اعلام کرد که «حملات نظامی بعراق ممکن است منطقه خاورمیانه را بیشتر بی‌ثبات کند».
درنهایت، ترکیه به درخواست مقامات آمریکایی اجازه دسترسی به سرزمین و بنادر خود را نداد زیرا مجلس بزرگ ملی ترکیه به این پیشنهاد رای منفی داد.با این وجود، دولت بوش ترکیه را بعنوان بخشی از «ائتلاف مشتاقان» معرفی کرد.

#### روسیه
ایگور ایوانف، وزیر امور خارجه روسیه به فرانسه و آلمان پیوست و گفت که شورا نمی‌تواند این واقعیت را نادیده بگیرد که از زمان بازدید هانس بلیکس، بازرس ارشد تسلیحات و محمد البرادعی، مدیر کل آژانس بین‌المللی انرژی اتمی از عراق درژانویه، «پیشرفت قابل توجهی» حاصل شده‌است.

#### بلاروس
رئیس‌جمهور الکساندر لوکاشنکو گفت بلاروس به اتفاق آرا «تجاوز» آمریکا بعراق را محکوم کرد.

#### فنلاند
در فنلاند، آنلی جاتنماکی از حزب مرکز، پس از آن که رقیب خود پائوو لیپونن، که در آن زمان نخست‌وزیر بود، در دیدار با رئیس‌جمهور جورج دبلیو بوش، متهم کرد که فنلاند بی‌طرف با ایالات متحده درجنگ عراق متحد شده بود، در انتخابات پیروز شد. بوته. لیپونن این ادعاها را رد کرد و اعلام کرد که ما از سازمان ملل و دبیرکل سازمان ملل حمایت می‌کنیم. جاتین ماکی پس از ۶۳روز تصدی پست نخست‌وزیری در بحبوحه اتهاماتی مبنی بر دروغ گفتن درمورد افشای اسناد مربوط به دیدار بوش و لیپونن از سمت خود استعفا داد. این سلسله وقایع رسوایی تلقی شد و بنام عراق نشت یا عراق دروازه نامگذاری شد. نکته اصلی این بود که مشاور ویژه رئیس‌جمهور فنلاند یک سری اسناد را افشا کرده بود که محرمانه تلقی می‌شدند. مشاور ویژه مارتی مانینن این اسناد محرمانه را بهآنلی یاتینماکی داد که از اطلاعات ارائه شده توسط این اسناد برای متهم کردن پااوو لیپونن به حمایت از نگ عراق استفاده کرد. اسناد محرمانه شامل یادداشت یا یادداشتی از فتگوهای جورج دبلیو بوش و پااوو لیپونن بود. بعداً علیه مارتی مانینن بهلیل افشای اسناد محرمانه و علیه آنلی جاتین ماکی به دلیل تحریک و کمک به آن، اتهامات جنایی مطرح شد.
دولت فنلاند اعلام کرد که درجلسه ای به ریاست رئیس‌جمهور تارجا هالونن، موضع محکم تری درمورد مسئله عراق اتخاذ کردند. نشست کمیته سیاست خارجی و امنیتی کابینه بیانیه ای صادر کرد که براساس آن استفاده از زور علیه عراق بدون اختیارات شورای امنیت سازمان ملل قابل قبول نیست. 

#### شهر واتیکان
سریر مقدس موضعی قاطع در برابر طرح آمریکا برای حمله به عراق اتخاذ کرد. کاردینال پیو لاگی، فرستاده ویژه پاپ ژان پل دوم، توسط کلیسا برای گفتگو با جورج دبلیو بوش برای ابراز مخالفت با جنگ با عراق فرستاده شد. کلیسای کاتولیک گفت که حل مناقشه بین‌المللی از طریق دیپلماسی بعهده سازمان ملل است. بگفته کلیسا، جنگ عراق و در واقع بیشتر جنگ‌های مدرن، الزامات جنگ عادلانه‌ای را که سنت آگوستین کرگدن و دیگر متکلمان تعیین کرده بودند برآورده نکردند. کلیسا نیز نگران سرنوشت کاتولیک‌های کلدانی عراق بود. واتیکان نگران بود که آنها ممکن است شاهد همان تخریبی باشند که برای کلیساها و صومعه‌ها پس از جنگ در کوزوو رخ داد. اسقف اعظم ژان لوئیس تاوران، وزیر روابط با کشورها، گفت که تنها سازمان ملل می‌تواند درمورد حمله نظامی بعراق تصمیم بگیرد، زیرا جنگ یک جانبه «جنایت علیه صلح و جنایت علیه قوانین بین‌المللی» خواهد بود. وزیر امور خارجه کاردینال آنجلو سودانو اشاره کرد که تنها شورای امنیت سازمان ملل متحد قدرت تأیید حمله برای دفاع از خود را دارد وتنها درصورت تجاوز قبلی نظر او این بود که حمله به عراق در این مقوله قرار نمی‌گیرد و تجاوز یک جانبه «جنایت علیه صلح و نقض کنوانسیون ژنو» خواهد بود.

#### تظاهرات علیه جنگ
میلیون‌ها نفر در خیابان‌های بریتانیا، ایرلند، اسپانیا، پرتغال، ایتالیا، هلند، اتریش، فرانسه، سوئیس، یونان، آلمان، سوئد، نروژ، بلژیک، دانمارک، ایسلند، جمهوری چک، بلغارستان، رومانی، قبرس، روسیه، بلاروس و اوکراین. تظاهرات کردند. دونالد رامسفلد سعی کرد انتقادهای دولت فرانسه و آلمان را کم‌اهمیت جلوه دهد، که برجسته‌ترین آنها شنیده شد زیرا هر دو کشور در آن زمان، به عقیده «اروپا قدیمی» عضو اتحادیه اروپا بودند، در حالی که او بر وضعیت جدید پس از گسترش اتحادیه اروپا تکیه داشت.. نظرسنجی‌ها نشان می‌دهد که جنگ توسط اکثریت مردم اروپای مرکزی و شرقی، علی‌رغم حمایت بیشتر دولت‌هایشان، مورد حمایت قرار نگرفت.

### قاره آمریکا

#### کانادا
در حالی که کانادا در جنگ خلیج فارس در سال۱۹۹۱ شرکت کرد، از شرکت در جنگ با عراق بدون مجوز سازمان ملل خودداری کرد. نخست‌وزیر ژان کرتین در ۱۰ اکتبر۲۰۰۲ گفت که کانادا بخشی از هر ائتلاف نظامی است که توسط سازمان ملل متحد برای حمله بعراق تحریم شود. با عقب‌نشینی متعاقب تلاش‌های دیپلماتیک آمریکا و بریتانیا برای به دست آوردن تحریم‌های سازمان ملل، ژان کرتین در پارلمان در ۱۷ مارس۲۰۰۳ اعلام کرد که کانادا در تهاجم معلق شرکت نخواهد کرد، اگرچه او حمایت معنوی خود را به ایالات متحده و سربازانش ارائه کرد. دو روز قبل از آن، یک چهارم میلیون نفر درمونترال علیه جنگ معلق راهپیمایی کردند. تظاهرات بزرگ ضد جنگ در چند شهر دیگر کانادا برگزار شد.
حدود صد افسر صرافی کانادایی درعوض با واحدهای آمریکایی درحمله بعراق شرکت کردند.
جنیس گروس استاین، استاد دانشگاه تورنتو و یوجین لانگ، مشاور سیاست عمومی، در کتاب خود، جنگ غیرمنتظره، می‌نویسند که دولت لیبرال در واقع به این کمک به واشینگتن می‌بالد. "دولت به شیوه ای تقریبا اسکیزوفرنی، علناً دربارهٔ تصمیم خود مبنی بر کناره‌گیری از جنگ در عراق به خود می‌بالید زیرا این اقدام اصول اساسی چندجانبه گرایی و حمایت از سازمان ملل را نقض می‌کرد. در همان زمان، مقامات ارشد کانادایی، افسران نظامی و… سیاستمداران در واشنگتن مورد لطف قرار می‌گرفتند و به طور خصوصی به هر کسی در وزارت خارجه یا پنتاگون که گوش می‌داد می‌گفتند، بر اساس برخی معیارها، مشارکت غیرمستقیم کانادا در تلاش‌های جنگی آمریکا در عراق - سه کشتی و ۱۰۰ افسر مبادله - از همه آنها فراتر رفته‌است به جز سه. سایر کشورهایی که به طور رسمی بخشی از ائتلاف بودند."."

#### آمریکای لاتین
مکزیک، ونزوئلا، آرژانتین و شیلی جنگ را محکوم کردند. تظاهرات بزرگی از لاپاز، بولیوی گزارش شد. لیما، پرو؛ بوگوتا، کلمبیا؛ بوئنوس آیرس، آرژانتین؛ سائوپائولو و ریودوژانیرو، برزیل؛ و سانتیاگو، شیلی. پیر چارلز، نخست‌وزیر فقید کشور جزیره ای دومینیکا در دریای کارائیب نیز جنگ را محکوم کرد.
پس از اینکه دادگاه قانون اساسی کاستاریکا رای داد که جنگ قوانین بین‌المللی را نقض می‌کند و حمایت این کشور از جنگ باقانون اساسی آن در تضاد است، دولت اعلام کرد که حمایت خود را لغو می‌کند، که بهر حال صرفاً اخلاقی بود زیرا کاستاریکا ارتش ندارد. هندوراس، نیکاراگوئه و جمهوری دومینیکن نیروهای خود را عقب‌نشینی کردند.

### آفریقا
اتحادیه آفریقا با تمام ۵۲عضوش جنگ را محکوم کرد. گینه، کامرون و آنگولا دارای کرسی‌هایی در شورای امنیت بودند و در بحبوحه گفتگوها در مورد کمک‌های مالی آمریکا احتمالاً به تصویب قطعنامه جنگ سازمان ملل علیه عراق رأی می‌دادند. اعتراضات بزرگی از قاهره و اسکندریه (مصر) گزارش شد. رباط (مراکش)؛ مومباسا (کنیا)؛ موگادیشو (سومالی)؛ نواکشوت (موریتانی)؛ طرابلس (لیبی)؛ ویندهوک (نامیبیا)؛ ژوهانسبورگ و کیپ تاون (آفریقای جنوبی).

### اتحادیه عرب
اتحادیه عرب به اتفاق آرا جنگ را محکوم کرد، به استثنای کویت. شاهزاده سعود وزیر امور خارجه عربستان علناً مدعی شد که ارتش آمریکا به‌هیچ وجه مجاز به استفاده از خاک عربستان سعودی برای حمله بعراق نخواهد بود. () پس از ده سال حضور ایالات متحده در عربستان سعودی، که از جمله دلایلی که اسامه بن لادن متولد عربستان سعودی برای حملات ۱۱ سپتامبر۲۰۰۱ القاعده به آمریکا ذکر کرد، اکثر نیروهای آمریکایی در سال۲۰۰۳ از عربستان سعودی خارج شدند. () در طول مدت جنگ، مردم عربستان سعودی به شدت مخالف اقدام ایالات متحده، حتی بدون توجه به دستور سازمان ملل بودند. قبل از جنگ، دولت مکرراً تلاش کرد راه حلی دیپلماتیک بیابد، به‌طور کلی با موضع ایالات متحده در مورد تهدید صدام موافق بود، حتی تا آنجا پیش رفت که صدام را به تبعید داوطلبانه ترغیب کرد پیشنهادی که او را بشدت عصبانی کرد.
تظاهرات ضد جنگ در دمشق سوریه برگزار شد. بغداد، عراق؛ صنعا، یمن؛ مسقط، عمان؛ عمان، معان، و اربید، اردن. الوضات، بیروت و صیدا، لبنان؛ بیت لحم، نابلس، طولکرم، جنین، رام‌الله و غزه، شهرهای فلسطین در کرانه باختری و نوار غزه. تل آویو، اسرائیل و در ملت بحرین. همان‌طور که درمصر اتفاق می‌افتد، تظاهرات در بسیاری ازاین کشورهای نه چندان دموکراتیک رایج نیست و برخی رژیم‌ها خود را به دلیل شورش‌ها درخطر می‌دیدند. ایالات متحده ازمصر درخواست کرد تا نیروهای خود را برای شرکت در تهاجم ائتلاف برهبری ایالات متحده به عراق اعزام کند، که این درخواست توسط مبارک مصر رد شد.

### آسیا

#### هندوستان
با آشکار شدن بحران عراق، هند موضع ثابتی اتخاذ کرده بود که عراق باید به طور کامل از قطعنامه‌های شورای امنیت سازمان ملل برای حذف سلاح‌های کشتار جمعی از خاک خود تبعیت کند. این وکیل مخالف جنگ و طرفدار صلح بوده‌است. این کشور تأکید کرده‌است که تمام تصمیم‌های در مورد عراق باید تحت اختیار سازمان ملل باشد. این مشاور تصریح کرد که هرگونه اقدام برای تغییر رژیم در عراق باید از درون صورت گیرد و نه از خارج تحمیل شود. این وکیل همچنین توجه خود را به وضعیت انسانی متزلزل مردم عراق جلب کرده‌است که جنگ تنها باعث تشدید آن خواهد شد.
مشاور عمیقاً از ناتوانی شورای امنیت سازمان ملل در اقدام جمعی، به‌ویژه شکست اعضای دائمی درهماهنگ کردن مواضع خود درمورد عراق، ناامید شد.
این مشاور تأکید کرد که «تا زمانی که خلع سلاح مسالمت آمیز عراق کوچک‌ترین فرصتی را داشته باشد، ما همچنان از طرف‌های مربوط به احتیاط، خویشتن داری و احساس مسئولیت بالا می‌خواهیم».

#### عربستان سعودی
قبل از جنگ، موضع عمومی عربستان سعودی در مورد بی‌طرفی در درگیری بود. رسانه‌های سراسر جهان گزارش دادند که علی‌رغم تلاش‌های متعدد آمریکا، عربستان سعودی هیچ استفاده‌ای از زمین خود را به عنوان بستری برای حمله بعراق به ارتش آمریکا پیشنهاد نمی‌کند. در مصاحبه ای از شاهزاده سعود الفیصل، وزیر امور خارجه عربستان سعودی، در پاسخ به این سؤال که آیا عربستان سعودی اجازه می‌دهد نیروهای آمریکایی بیشتری درخاک عربستان مستقر شوند، وزیر امور خارجه پاسخ داد: «در شرایط فعلی بدون هیچ مدرکی مبنی بر وجود تهدید قریب‌الوقوع از سوی عراق. من فکر نمی‌کنم عربستان سعودی به آن بپیوندد. همچنین سرانجام معلوم شد که یک شاهزاده بلندپایه سعودی در روز شروع جنگ عراق در کاخ سفید بوده‌است و مقام‌های دولت بوش به شاهزاده گفته‌اند که بدولت خود هشدار دهد که مرحله اولیه جنگ، ساعاتی قبل از آن آغاز شده‌است. موشک‌ها ابتدا دربغداد فرود آمدند. عربستان سعودی رسماً آرزو داشت که صدام حسین و رژیم بعث را ببیند، اما از عواقب آن می‌ترسید. از آنجایی که حمله آمریکا به عراق اجتناب ناپذیر شد، این سؤال که آیا عربستان سعودی خواهان جایگزینی رژیم بعث با یک دولت طرفدار غرب است که «پمپ نفت در مقادیر بیشتر از عربستان سعودی است» برای دولت سعودی یک معضل ایجاد کرد. علاوه بر این، عربستان سعودی از احتمال استقرار یک دولت شیعه طرفدار ایران در آستانه آن، پس از سقوط رژیم سنی صدام، نگران بود. در ۴ نوامبر۲۰۰۲، فیصل به سی ان ان گفت که عربستان سعودی اجازه استفاده ایالات متحده از تأسیسات سعودی برای حمله بعراق را نخواهد داد. علاوه بر این، در همان ماه، در جریان یک سخنرانی تلویزیونی در تلویزیون عربستان، ولیعهد عبدالله تأکید کرد که «نیروهای مسلح ما تحت هیچ شرایطی یک پا بخاک عراق نخواهند گذاشت».

#### سوریه
سوریه با جنگ مخالفت کرد و از تسلیم شدن به درخواست واشینگتن برای همکاری خودداری کرد.این کشور در هماهنگی با روسیه، فرانسه و آلمان در شورای امنیت عمل کرد و حتی به حمایت از قطعنامه۱۴۴۱ رأی داد که تجدید بازرسی‌های تسلیحاتی سازمان ملل درعراق را الزامی می‌کند. «مخائل وهبی» سفیر سوریه در سازمان ملل گفت که او معتقد است که مدارک ارائه شده ازسوی ایالات متحده بشورای امنیت دربارهٔ تسلیحات عراق ساختگی بوده‌است. مفسران سوری توضیح دادند که هیچ‌یک از همسایگان عراق احساس نمی‌کنند که این یک تهدید است و سلاح‌های کشتار جمعی بهانه ای صرف برای جنگی است که باانگیزه منافع اسرائیل و شرکتهای آمریکایی که امیدوار بودند از قراردادهای بازسازی پس از جنگ سود ببرند.

#### اردن
ملک عبدالله دوم، پادشاه اردن، واشینگتن را در برابر جنگ عراق توصیه کرد، اما بعداً بر خلاف نظر غالب مردم خود، از ائتلاف متجاوز حمایت پنهان و ضمنی کرد. دولت اردن علناً با جنگ علیه عراق مخالفت کرد. شاه به ایالات متحده و اتحادیه اروپا تأکید کرد که راه حل دیپلماتیک مطابق با قطعنامه های۱۲۸۴ (۱۹۹۹) و۱۴۰۹ (۲۰۰۲) شورای امنیت سازمان ملل متحد، تنها الگوی مناسب برای حل مناقشه بین عراق و سازمان ملل است. او در اوت ۲۰۰۲ به واشینگتن پست گفت که تلاش برای حمله به عراق «اشتباهی بزرگ» خواهد بود و می‌تواند «کل منطقه را به آشوب بکشاند».

#### چین
پس از آنکه دو بازرس تسلیحاتی بشورای امنیت گفتند که هیچ مدرکی دال بر سلاح‌های کشتار جمعی نیافته‌اند، چین برای ادامه بازرسی‌های تسلیحاتی سازمان ملل درعراق فشار آورد. پکن بر اتخاذ یک موضع «اصولی» و مستقل در مورد مداخله ایالات متحده درعراق اصرار داشت. اگرچه چین خواستار حل مسالمت آمیز اوضاع بود، اما چین تهدیدی به اعمال وتوی خود در شورای امنیت نکرد و دربسیاری از تصمیم‌های قبلی دربارهٔ عراق رای ممتنع داده بود.
در طول جنگ عراق در سال۲۰۰۳، چین شدیداً از عراق خواست تا از قطعنامه۱۴۴۱ شورای امنیت سازمان ملل پیروی کند اما با استفاده از زور برای تضمین تبعیت عراق مخالفت کرد. با این حال، زمانی که جنگ آغاز شد، سیاست خاورمیانه ای چین منعکس کننده سیاست سنتی تلاش برای به حداکثر رساندن منافع اقتصادی خود بدون درگیر شدن در مناقشات سیاسی بود.

#### پاکستان
تظاهرات بزرگ ضد جنگ در شهرهای پیشاور، اسلام‌آباد، کراچی، لاهور و کویته برگزار شد. ژنرال پرویز مشرف به دلیل حمایت از کمپین ایالات متحده در افغانستان با مخالفت شدید جمعیت عمدتاً مسلمان خود روبرو شد. پاکستان همچنین در دوره قبل از جنگ در شورای امنیت سازمان ملل متحد دارای کرسی بود، اگرچه در زمانی که بوش قصد داشت این قطعنامه را ارائه کند، در تلاش برای سرکوب مخالفان غیرنظامی، به احتمال زیاد به این قطعنامه رأی مثبت نمی‌داد.

#### سایر کشورهای آسیایی
بنگلادش، مالزی و اندونزی، همه کشورهای بزرگ مسلمان جهان و ویتنام جنگ را محکوم کردند. بنگلادش خواستار حل مشکل از طریق گفتگو و نه جنگ شد. تظاهرات بزرگ ضد جنگ در داکا، بنگلادش کاتماندو، نپال؛ کلمبو، سریلانکا؛ کلانتان; جاکارتا و جاوا، اندونزی؛ سورابایا؛ و بانکوک، تایلند برگزار شد.

### نیوزلند
دولت نیوزیلند با همسایه خود استرالیا مخالف بود و اصولاً از جنگ حمایت نکرد. با این حال، نیوزیلند گروهی از مهندسان غیر جنگنده را برای کمک به بازسازی عراق فرستاد. تظاهرات بزرگ ضد جنگ در شهرهای کرایست چرچ، ولینگتون و اوکلند نیوزلند برگزار شد.

## خنثی، نامشخص

### ایرلند
جمهوری ایرلند یک کشور رسمی بی‌طرف است، با سنت قوی در حمایت از نهادهای سازمان ملل، حفظ صلح و قوانین بین‌المللی. با این وجود، ارتش ایالات متحده استفاده از فرودگاه شانون را برای توقف در اقیانوس اطلس مجاز دانست. تحت فشار داخلی، برتی آهرن، رئیس تائوئیس، مکرراً جزئیات این وضعیت را نادیده گرفت و در عین حال بر نیاز به دستور سازمان ملل تأکید کرد.
علیرغم اعتراض‌های گسترده، از جمله اعتراض در خود فرودگاه شانون، نظرسنجی‌ها نشان داد که بسیاری از مردم به طور گسترده از سیاست رسمی در مورد استفاده از فرودگاه حمایت می‌کنند. در حالی که اکثریت زیادی از مردم با جنگ مخالف بودند و نصف مردم اختلاف در استفاده از شانون وجود داشت. ایمن نگه داشتن سرمایه‌گذاری ایالات متحده در ایرلند دلیل اصلی اجازه توقف‌های ایالات متحده بود. در نهایت، متحدان ضد جنگ با عدم موافقت دولت از جنگ مماشات شدند، در حالی که وضعیت شانون روابط ایرلند و ایالات متحده را صمیمانه نگه داشت.

### جمهوری چین (تایوان)
به‌رغم اعتراض‌های عمومی در مقابل مؤسسه آمریکایی در تایوان، رهبران جمهوری چین (که معمولاً به عنوان تایوان شناخته می‌شود) بنظر می‌رسیدند که از تلاش‌های جنگی حمایت کنند. با این حال تایوان در فهرست رسمی اعضای ائتلاف اراده ظاهر نشد. این امر به این دلیل بود که علیرغم پیشنهاد دولت برای حمایت نظامی و پولی، تایوان در نهایت در پاسخ به مخالفت شدید رهبران مخالف و عموم مردم از ائتلاف عقب‌نشینی کرد.

### جزایر سلیمان
بعنوان کرواسی و اسلوونی، جزایر سلیمان ادعا می‌شد که اعضای ائتلاف هستند اما می‌خواستند «خود را از این گزارش جدا کنند». جزایر سلیمان نظامی قابل استقرار جهانی یا منطقه ای ندارند.

### ایران
دیدگاه رسمی ایران از سیاست ایالات متحده در عراق از سال۲۰۰۲ با دوگانگی قابل توجهی مشخص شده‌است. از یک سو، بی‌اعتمادی مداوم به صدام حسین (در نتیجه جنگ۱۹۸۰–۱۹۸۸ با عراق) نگرشی را ایجاد و تقویت کرد که مهار عراق توسط ایالات متحده را به عنوان منافع ایران می‌پذیرفت. از سوی دیگر، ایالات متحده از سال۱۹۹۳ اعلام کرده بود که مهار ایران از اهمیتی برابر با عراق برخوردار است و از این رو، رهبران ایران با ورود هزاران نیروی آمریکایی به عراق همراه با آنها در افغانستان از پایان سال۲۰۰۱، احساس محاصره کردند. در واقع، گنجاندن ایران توسط بوش در سال۲۰۰۲ در «محور شرارت» خود به این معنی بود که حضور نظامی ایالات متحده درعراق می‌تواند تهدیدی برای حکومت جمهوری اسلامی باشد. با تغییر شرایط درعراق از اوایل سال۲۰۰۳ تا اواسط سال۲۰۰۵، سیاست گذاران ایرانی با چالش ایجاد استراتژی‌هایی برای استفاده از فرصت‌های جدید و در عین حال دور ماندن از تیررس یک ایالات متحده پیروزمند و متخاصم مواجه شدند.